# Bosque da Barra

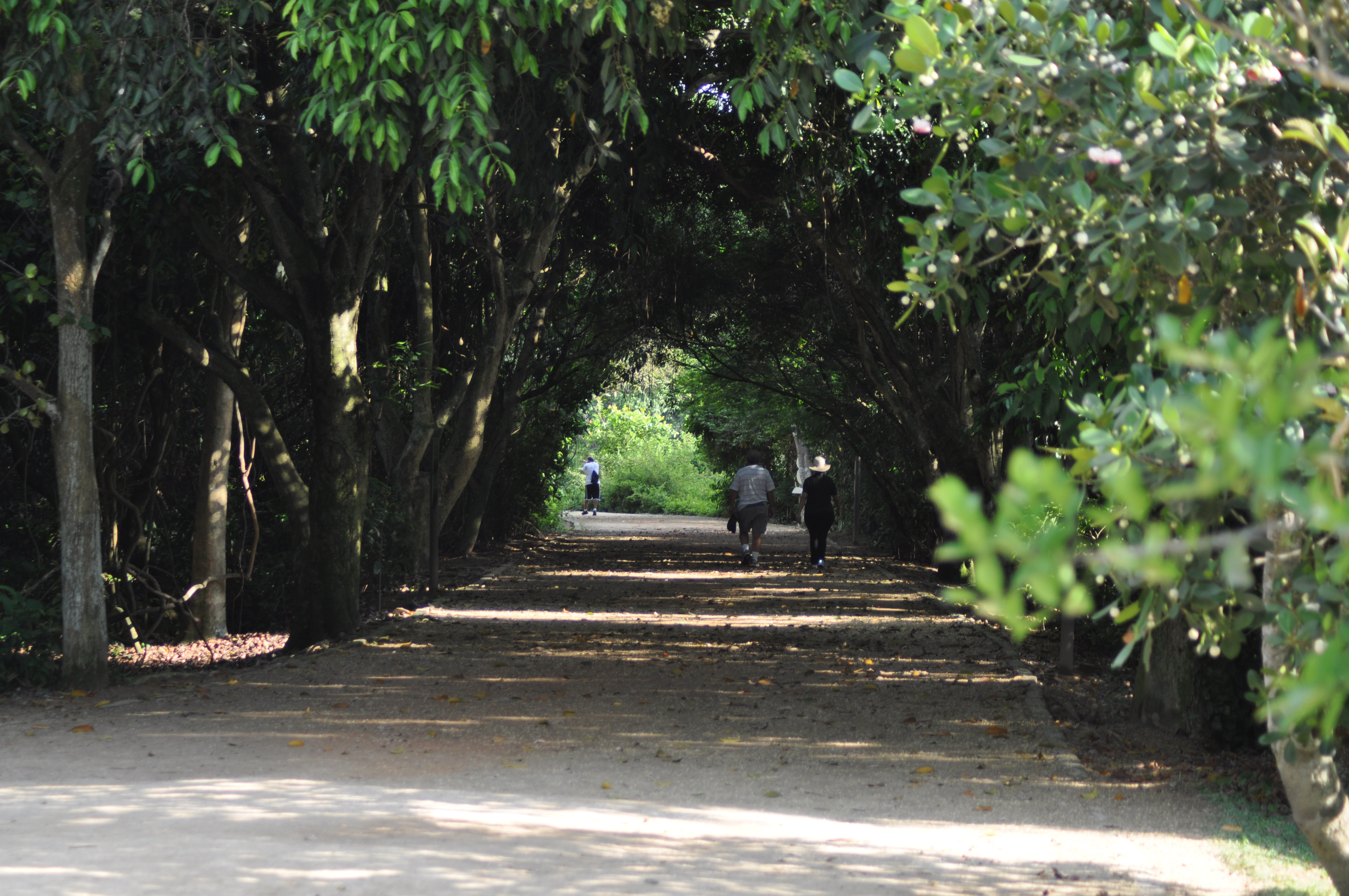
Caminho no Bosque da Barra

O Parque Natural Municipal Bosque da Barra é uma Unidade de Conservação Municipal de 50 hectares situado na Barra da Tijuca, zona Oeste do município do Rio de Janeiro, no Brasil.
Uma das áreas verdes mais visitadas da região, conta com uma ampla estrutura de lazer, que contempla, às margens de um grande lago, trechos arborizados, alamedas, quadras de vôlei, campos de futebol, grandes gramados e playgrounds, além de banheiros e pias para uso de seus frequentadores. Trata-se, portanto, de compartimento ecológico inscrito em uma região bastante urbanizada.
Na reserva, onde subsistem características originais de restinga com áreas arenosas, brejos e várzeas, podem ser encontradas espécies florísticas ameaçadas de extinção.
O parque tem uma população de jacarés-de-papo-amarelo que, acostumada com seres humanos, chega a se aproximar das áreas de convívio.
O parque conta com um Núcleo de Educação Ambiental, que faz diversas atividades educativas com crianças, visitas guiadas, palestras e exposições.
Bosque da Barra também faz parte de uma das estações do BRT TransOeste.
Localiza-se no quilômetro 6 da avenida das Américas, na Barra da Tijuca, no Rio de Janeiro.
Funcionamento:
- De terça a domingo - Fechado às segundas-feiras.
- Das 7:00 às 17:00 – No horário de verão costuma ficar aberto até às 18:00.
- A entrada é gratuita.

Dicas:
- Parque Natural Municipal Bosque da Barra conta com um estacionamento não muito grande (comporta cerca de 150 carros),  por isso é aconselhável chegar cedo para ter a tranqüilidade de estacionar no parque.
- A pista de terra batida é ótima para corrida, caminhada, ou para andar de bicicleta.
- Perto do lago, os gramados arborizados são áreas perfeitas para piqueniques.
- O espaço possui uma parte com vegetação de restinga, além de pássaros e micos e um parquinho de brinquedos, o que chama muita atenção das crianças.
- Não se esqueça de levar água e algo substancial para comer! O parque não possui nenhum comércio no seu interior.
- O parque possui lixeiras de coleta seletiva. É sempre bom lembrar que respeitar a natureza é importante.